# Kanturk
Kanturk (irl. Ceann Toirc) – miasto w hrabstwie Cork w Irlandii. Liczba mieszkańców w 2011 roku wynosiła 1886 osób.